# Арахтос
А́рахтос (на гръцки: Άραχθος) е река в Северозападна Гърция, област Епир.
Дълга е 110 км и е 8-а по дължина река в Гърция. Изворите и́ са в планинския масив Пинд, при северното подножие на планината Перисте́ри (Ла́кмос), югоизточно от град Мецово. Влива се в Амбракийския залив на Йонийско море. В началото тече на запад и югозапад под името Мецови́тикос потамос (Μετσοβίτικος ποταμός, тоест Мецовска река) до водослива си с река Дипотамос (Балдума). След като приеме водите на Дипотамос, под името Арахтос тече на юг между планините Дзумерка и Ксеровуни.
Западно от Пра́манта Арахтос приема левия си приток Калари́тикос и навлиза в живописно карстово ждрело. След Плака (западно от Агнанта) реката напуска ждрелото и вече успокоена, тече на юг до вливането си в изкуствения водоем Пурнарио. Водите на голямото 18 кв. км. езеро се ползват за напояване и производство на електричество.
След напускането на Пурнарио Арахтос тече на запад, заобикаля Арта и поема отново на юг към низините под града до вливането си в Амбракийския залив.

## Забележителности
- Едносводестият каменен мост на Плака над река Арахтос е сред най-високите в Европа (височина на свода – 19 метра). Построен е през 1860 г. над пограничната тогава река между Гърция и Османската империя. На 1 февруари 2015 след обилни валежи моста Плака е разрушен от прииждащата река. Предстои да бъде реставриран [1].
- Мостът на Арта – четирисводест каменен мост от XVII век, дълъг 150 метра.

## Спорт
Множество спортни клубове практикуват рафтинг и каякинг в средното течение на Арахтос между селата Праманта и Агнатата.